# Casinaria tenuiceps
Casinaria tenuiceps är en stekelart som beskrevs av Walley 1947. Casinaria tenuiceps ingår i släktet Casinaria och familjen brokparasitsteklar. Inga underarter finns listade.